# Henryk I Mocny
Henryk I Mocny (ur. ok. 980, zm. 23 czerwca 1018) – margrabia Marchii Austriackiej w latach 994-1018.
Wywodził się z dynastii Babenbergów. Był najstarszym synem Leopolda I Babenberga i jego żony Richardy von Eppenstein.

## Rodzina
W nekrologach nie występuje nikt bliski Henrykowi I Mocnemu. Być może jego żoną była niajaka "Suanhilt". Imię to pojawia się jedynie na obelisku w Melk, gdzie prawdopodobnie został pochowany. Brak wieści o potomstwie. Jego następcą został młodszy brat Adalbert I